# استلا کارناچینا
استلا کارناچینا (ایتالیایی: Stella Carnacina؛ زادهٔ ۲۴ فوریهٔ ۱۹۵۵) بازیگر و خواننده اهل ایتالیا است. او از دههٔ ۱۹۷۰ میلادی در برخی از فیلم‌های کمدی سکسی سبک ایتالیایی بازی می‌کرد. وی پس از بازنشستگی از سینما، علاوه بر ادامهٔ خوانندگی به عنوان یک مشاور بنگاه املاک و مستغلات به‌کار مشغول شد.
از فیلم‌هایی که وی در آن‌ها نقش داشته است، می‌توان به یک بار دیگر پیش از رفتنمان، تونی آرزنتا، نمایش هراس‌انگیز عجیب و غریب نیمه‌شب و اعمال ناپاک به سبک ایتالیایی اشاره نمود.